# Louisa Maria Theresa Stuart

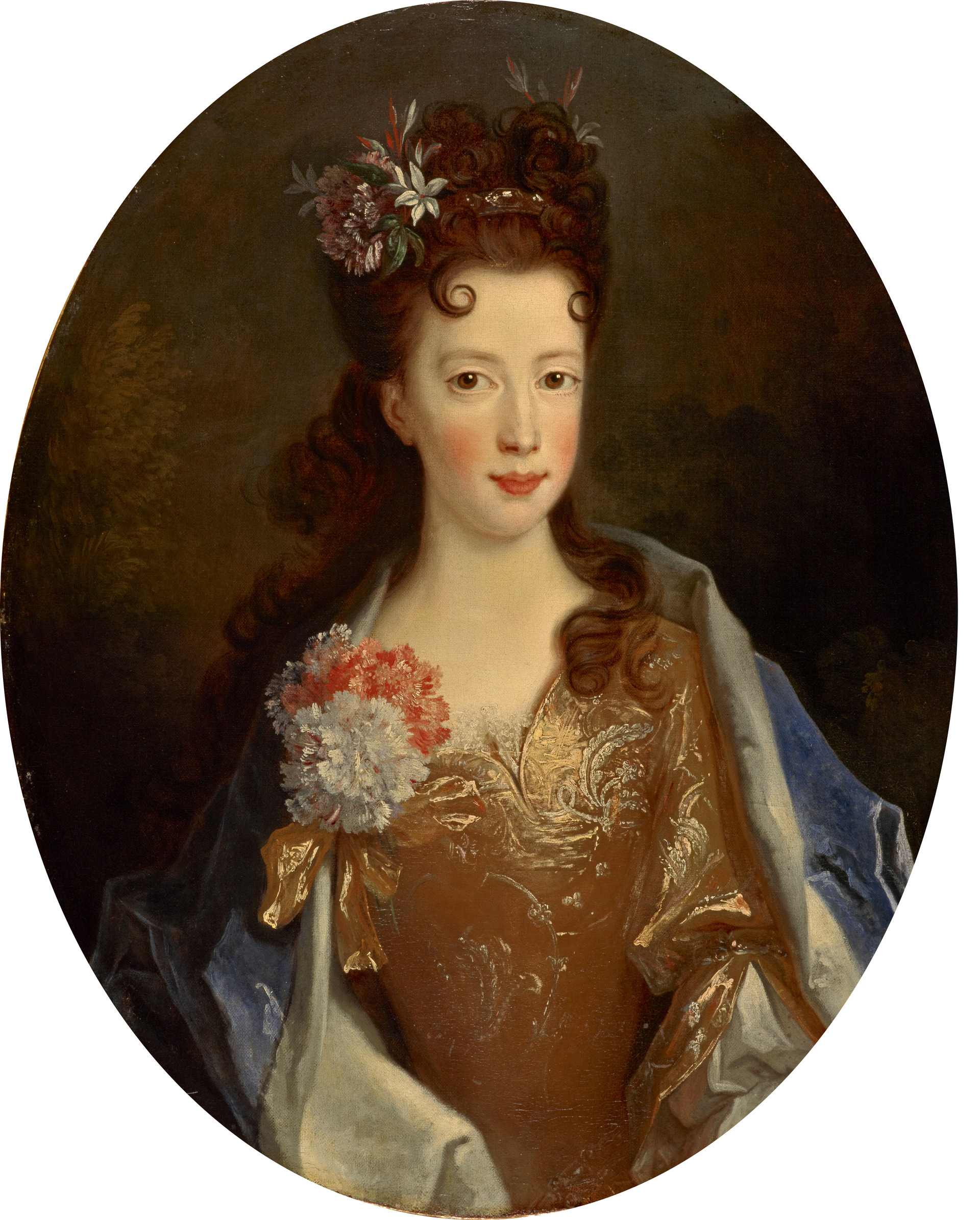
Alexis Simon Belle: Louisa Maria Teresa Stuart, Öl auf Leinwand, 1704

Prinzessin Louisa Maria Theresa Stuart, genannt La Consolatrice (* 28. Juni 1692 auf Schloss Saint-Germain-en-Laye; † 18. April 1712 in Paris), war ein Mitglied des Hauses Stuart.

## Leben
Louisa Maria Teresa war die jüngste Tochter des im Exil lebenden Ex-Königs Jakob II. (1633–1701) und seiner zweiten Ehefrau, der italienischen Prinzessin Maria Beatrice d’Este (1658–1718). Diese war die einzige Tochter Herzog Alfonsos IV. von Modena und seiner Gemahlin Laura Martinozzi. Ihre Großeltern väterlicherseits waren der englische König Karl I. und die Prinzessin Henrietta Maria von Frankreich. Ihre Taufpaten waren der französische König Ludwig XIV. und dessen Schwägerin Prinzessin Elisabeth Charlotte von der Pfalz, Herzogin d’Orléans.
Sie wurde von Gouvernanten und Tutoren mit Hilfe der väterlichen Bibliothek unterrichtet. Neben Latein, Religion, Geschichte, Kunst, Tanz und Musik lernte Louisa Maria Theresa auch Italienisch. Im Alter von 13 Jahren wurde sie am Hof von Versailles eingeführt und in kürzester Zeit hatte sie einige Ehekandidaten, darunter den Anwärter auf den französischen Thron, Charles de Bourbon, duc de Berry und den späteren schwedischen König Karl XII.
Louisa Maria Theresa Stuart starb 19-jährig an Pocken und wurde in Saint-Germain-en-Laye neben ihrem Vater bestattet.